# 冥王計画ゼオライマー
『冥王計画ゼオライマー』（プロジェクトゼオライマー）は、ちみもりをにより漫画雑誌「レモンピープル」で1983年10月号から1984年11月号まで連載された成人向け漫画。

## 概要
巨大ロボットと美少女が登場するSF漫画。作中には壮大な設定とストーリー構想を伺わせる様々な伏線が張られていたが、連載は諸般の事情から半ば打ち切りに近い状態で終了している。久保書店版の単行本化に当たっては、連載時後期の伏線などは削除されたほか、最初期の連載部分の一部は完全に変更されている。
1988年から1990年にかけ、成人向け要素をほぼ排除した上で基本設定のみを流用したOVAも制作され、2004年には『スーパーロボット大戦MX』、2005年には『スーパーロボット大戦J』にそれぞれ登場している。詳細は冥王計画ゼオライマー (OVA)を参照。
2004年9月22日発行の角川書店「comic新現実」vol.1に『冥王計画ゼオライマー 最終章』の冒頭より18ページが掲載され、2007年4月19日発売の徳間書店「月刊COMICリュウ」2007年6月号より3号に渡って前・中・完結篇の3部構成で短期集中連載され、およそ23年におよぶ物語を完結させた後、完全版の単行本が発売された。なお、同誌では2008年11月号 - 2017年4月号に生誕25周年記念として、続編である『冥王計画ゼオライマーΩ』（作画：ワタリユウ）が連載された。

## ストーリー
世界支配を目論む巨大組織、鉄神帝国ネマトーダ。日本でロボット研究をしていた氷室遼三博士は彼らの誘いに応じ、妻の氷室美久や同僚の若槻魔沙樹らを伴って、海底秘密基地へと赴く。ネマトーダの世界支配に貢献するロボットの研究のためであったが、氷室博士と魔沙樹には別の目論みがあった。ネマトーダに協力すると見せかけ、自分達にしか扱えない最強のロボットを完成させ、冥王として世界に君臨しようと企んでいたのだ。
最強のGクラスロボ「ゼオライマー」の開発は順調に進み、残すはその中枢部分である「超次元システム」の完成を待つだけだった。そして、それを機能させる重要な役割に氷室達は美久を選んだ。だが、氷室博士はゼオライマーが魔沙樹と美久以外には操縦できないよう、仕掛けがしてあることに気づく。その上、美久は日本に居た頃から夫を裏切って魔沙樹の愛人となっており、魔沙樹も仲間である氷室博士まで出し抜いて、自分一人が世界を牛耳ろうと考えていた。氷室博士が幾ら悔しがっても、外部からその仕掛けに手を加えることは不可能だった。
自分を裏切った二人への復讐を果たすべく、氷室博士は偶然の事故を装って魔沙樹と美久を殺害。ネマトーダの蘇生技術で、殺した二人を胎芽の状態に還元してから蘇生させた。そして、記憶の再構成が施されていない二人とゼオライマーを奪い、ネマトーダを脱出した。後は二人が成長し、無垢な存在となった彼らを操る氷室博士自身が全世界を掌握できるはずだった。だが、ゼオライマーの覚醒を恐れた助手の一人・秋津は、新生児になった魔沙樹を奪って姿を隠す。
ネマトーダが氷室博士を、氷室博士が秋津を探し出せないまま時は過ぎ、14年後のある日、秋津の息子・秋津マサキとして育てられていた若槻魔沙樹と、氷室博士の姪・美久として育てられていた氷室美久が再会した頃、ゼオライマーを奪還すべくネマトーダのロボットが出現。否応なくゼオライマーに搭乗させられて戸惑いつつも、迎撃に出たマサキの中でもう一人の人格が覚醒し、自在に機体を操っていく。
ゼオライマー奪還を図るネマトーダの将軍・ゴルシードが差し向けるロボットとの戦闘を重ねる内に、マサキはもう一人の人格の存在に気付く。それはかつての"魔沙樹"としての記憶だった。もう一人の人格・"魔沙樹"との間で苦悩するマサキの戦いは続く。

## 登場人物
秋津 マサキ（あきつ マサキ）
どこにでも居るような、目立たず大人しいタイプな14歳の中学生。物語冒頭にて父親を病気で亡くし、その直後に学校に転校してきた少女・氷室美久に導かれるまま“運命共同体”であるゼオライマーに搭乗させられる。
出撃する度、自分の中で狡猾・残忍なもう一人の自分の存在が大きくなってゆくことに悩むが、ゼオライマーの記憶・人格再生プログラムによって若槻魔沙樹の記憶を取り戻し、己の野望を再び実現すべく美久の処女を喪失させて陵辱し心身共に服従させる。流れ込んだ膨大な量の記憶により自分は若槻魔沙樹になったと思い込んでいたが、秋津マサキの自我が消えることはなかった。
氷室博士の死を看取り、「運命から逃れるには、ゼオライマーを自ら葬るしか道は無い」と悟った彼は、美久と共にネマトーダ基地へ襲撃を掛ける。
魔沙樹の野望が潰えた後は、「自分達が生まれ育ったこの世界で生きたいから」と言い残してゴルシードに脱出を促すと、超次元システムを反転させ、重陽子爆弾のエネルギーを吸収、地球を滅亡から救った。その後は生死不明だが、続編「冥王計画ゼオライマーΩ」冒頭において、前述のシーンの続きとして美久と離れ離れになったシーンが描かれた。
若槻 魔沙樹（わかつき まさき）
氷室博士の同志であり、Gクラスロボの研究者。
野心家であり、愛人である美久さえも道具・部品扱いで、邪魔な利用価値のないモノは虫ケラの如く全て踏み潰す卑劣漢。ネマトーダのためでも氷室との共謀のためでもなく、己のためだけに地上最強のGクラスロボを作り上げ、冥王として世に君臨しようと目論んでいた。
ゼオライマーには、自分しか操縦者と認識しないように設定。自分の“頭”が狙われ、洗脳などの処置をされてしまった場合に備え、記憶と人格を再生できる装置（ネマトーダのクローン再生処置システムの機能限定版といった趣の物である）をゼオライマーのコクピットに隠した。後に自分自身は殺害されるが、記憶再構成もされず成長した再生体に人格再生プログラムが適用されようとは、思ってもみなかったはずである。
しかし、最終章ではマサキとは別に、魔沙樹本人が蘇生されていたことが明らかとなった。詳しくはネマトーダ総統の項目を参照。
氷室 美久（ひむろ みく）
秋津マサキと同じ14歳の中学生の少女。かつて氷室博士の妻であり、夫の同僚・若槻魔沙樹の愛人でもあったのだが、ゼオライマーの記憶・人格再生プログラムは彼女には対応しておらず、再生前の記憶は失くしている。“魔沙樹”に真実を告げられ、父のように慕っていた氷室博士を妻であった自分が裏切っていたことにショックを受け、“魔沙樹”に籠絡されて道具の如く彼の言いなりになる。当初、マサキの存在は“運命共同体”としか思っていなかったようだが、“魔沙樹”との関係の中で次第に“マサキ”本来の人格に惹かれていった。
ゼオライマーの心臓とも言える存在で、次元ジョイントを装着することで超次元システムの接点として機能する。次元ジョイントを用いてゼオライマーを自分の元へ空間跳躍させることも可能。ゼオライマー覚醒中は頭部光球内に全裸で浮かび、光球内に設置された触手群によって性感帯を責められることでエネルギーを供給する。その間、美久は搭乗者ではなく単なるパーツとして扱われ、コクピット内のマサキとの会話も不可能。ゼオライマーも美久もマサキも、超次元システムが機能している間は、原子レベルにまで分解されたとしても次の瞬間には寸分違わず再構成される。逆にシステムが機能していなければ、ゼオライマーは並以下のGクラスロボでしかない。 
次元ジョイント
超次元システムの要となる球体のパーツ。子宮内に装着して使用する。魔沙樹が精製したオリジナルは半永久的に機能するが、氷室博士らは脱走時にそれを持ち出すことに失敗したため、美久が普段装着しているのは氷室博士が作成した代用品。これはオリジナルに較べて性能が落ちる上に小型化ができなかったため大きな飴玉ほどのサイズである。耐久性が低く2週間ほどで出力低下してしまうので定期的な交換を要する。また代用ジョイントはコントロール装置で外部から分解させることが可能。
交換方法はまず交換用アダプターを生殖器に挿入して古いジョイントを回収し、次に新しいジョイントを装着したアダプターを再挿入する。ジョイント分離後、肛門から挿入した誘導端子によって子宮内へと移動させる。スムーズな交換には事前のクンニリングスが不可欠であり、これは氷室博士が自らこなしていた（“魔沙樹”覚醒後はマサキが行っている）。
耐久期限を過ぎた代用ジョイントを使い続けるとショートしたような音を発し、出力低下を補うため触手は接触・挿入する本数を増やして美久が絶叫するほど責め立てる。ジョイントが完全に故障して子宮内から脱落し、体外に排出された時点で超次元システムは緊急停止、美久自身も相当なダメージを受けた。スペアを探すマサキに「必要なら自分で造ればいいじゃないか」と氷室から言われて戸惑う様子を見せた（後述の「オリジナルの次元ジョイント」参照）。

氷室 遼三（ひむろ りょうぞう）
Gクラスロボ研究者の博士。魔沙樹と共にネマトーダに赴き、世界征服のためのGクラスロボの研究に携わる。
魔沙樹と共謀してネマトーダを出し抜き、自分達にしか扱えない最強のGクラスロボを作り上げようと目論むが、完成間近に彼と美久の裏切りを知り、偶然の事故を装って二人を殺害する。(ネマトーダでは、治療する患者の外傷が重過ぎる場合、処置体を一度、胚芽に還元して、肉体と記憶を戻していくという処置をする)これが、中断されれば記憶・人格の再構成が行われないことに着目し、再生途中の胎芽に戻された魔沙樹と美久とゼオライマーを奪うと、ネマトーダを脱出。記憶が白紙状態の二人を手なずけ、ゼオライマーを自分の命令通りに動かそうと考えていたが、助手の秋津に新生児となった魔沙樹（秋津マサキ）を奪い去られる。14年後にようやくマサキを発見するも、自身は既に病魔に侵されており、頻繁に喀血して死を待つだけの身体となっていた。
氷室邸に住む人間は遼三と美久のみ。ゼオライマーの整備作業などは全て全自動化され、ロボットが行なっている。
かつての妻の生まれ変わりである美久に対して娘に対する愛情のようなものを抱いており、美久を自身の道具としかみなしていなかった魔沙樹とは違い、自らの性欲の捌け口に使うことはなかった（この事に関して、マサキ（魔沙樹）が転生した美久の処女を奪った時に不思議に感じていた）。
一方、魔沙樹への復讐心は持ち続けており、コントロール装置で次元ジョイントを戦闘中に分解させることで、魔沙樹の生まれ変わりであるマサキを窮地に陥れようと考えていた。だが魔沙樹の記憶にマサキの自我が抵抗して苦しむ姿を見てジョイント分解を思い留まると共に大量喀血し、断末魔の中で妻への想いを巡らせながら、息を引き取った。
秋津
氷室遼三の助手。氷室博士と共にネマトーダ基地を脱出するが、ゼオライマーが何であるかを知っていたためにその覚醒を恐れ、新生児となった魔沙樹を奪うと密かに氷室の下を去る。
病の床でゼオライマーの覚醒に怯え、「氷室博士」と「ゼオライマー」という謎の言葉を息子のマサキに残したまま、息を引き取る。
魔沙樹からは「無能」「臆病者」などと揶揄されているが、マサキにはゼオライマー復活阻止のために赤ん坊である自分を殺す選択肢があったのに、それをせずに育ててくれたことを感謝されている。
宿業を背負ったマサキを健全で優しい心根の少年に育て上げ、結果的には世界を救うまでに至らせた立役者であり、作者はあとがきにおいて、作中でその描写がいささか不十分だったと記述している。
ゴルシード
ゼオライマー奪還を命じられたネマトーダの将軍。打倒ゼオライマーに執念を燃やす。
初戦で次元ジョイントを持たないはずのゼオライマーにデスパイザーを倒され、「覚醒してしまったとあっては奪還は不可能に近い」と総統の怒りを買う。奪還が無理なら破壊をと、前戦を参考にゼオライマーが戦い辛いであろう街中を戦場に選び、新鋭3機を投入するも、街一つ消し飛ばさせた挙句に敗戦。世界征服作戦の発動を前に、Gクラスロボを4体も失ったことで苦しい立場に追い込まれ、死を覚悟。やがて、強靭な心身でなければ操縦することも適わぬ最新鋭機ローズ・セラヴィーに自ら搭乗すべく、廃人になる可能性も覚悟の上で、生体改造システムに身を投じる。
善戦するも、切断された腕を丸ごと一本再生したり爆散したコクピットをパイロットごと再生してしまうゼオライマーの前に、ローズ・セラヴィーごと敗北。その際、急に動きを止めてとどめも刺さず慌てて帰還するゼオライマーを見て、超次元システムがまだ完全ではないことを見抜いた。時間稼ぎをすれば勝てると計算するも、総統に将軍を解任される。
総統の命令で建設中だったもう１体のゼオライマーを目撃したり、蘇生セクション担当者からの接触を受けるなど、ネマトーダに対しては疑念めいたものを感じてもいた。
最終章では蘇生セクション担当者から全てを聞かされ、ネマトーダ総統の正体が若槻魔沙樹の復元体であることを知り、融合に失敗した魔沙樹が美久を爆破しようとするのを防ぎ、射殺する。全てが終わった後、基地の自爆装置が作動する中、マサキに促されて基地から脱出。全てが消失した基地跡を見つめながら、物語は幕を下ろす。
作中では記述されなかったものの、あとがきの記述によると裏設定として、若い頃に魔沙樹に陵辱されていたことから、彼とゼオライマーに憎悪を抱いていたとのこと。
リンガム
ゴルシードに代わり、ゼオライマーへの対応を任された新将軍。総統からの信用が厚い。
実は総統の正体が若槻魔沙樹の復元体だと知っており、それを承知しながら忠誠を尽くすことで、総統の信頼を得ていた。最後はその事実を知ったゴルシードからネマトーダを魔沙樹に売り渡した裏切り者と見なされ、射殺された。
ネマトーダ総統
謎の人物。ちらりと覗く顔の一部から、かなりの高齢であることがうかがわれる。
14年前に氷室博士と若槻魔沙樹が提出したデータは不完全であったにも関わらず、総統の命令で建造中の新型機は、まさしくゼオライマーである。
最終章にて明かされたその正体は、マサキ同様、蘇生されていた若槻魔沙樹であり、蘇生後、本物の総統を暗殺して成り代わっていた。その事実を知っているのは、新任の将軍となったリンガムと魔沙樹を蘇生させた蘇生セクションの職員の一人のみである。(生前、万一のために、蘇生治療をされるときに、自分の胚芽が2つ用意されるように手配していたためである)
しかし、氷室たちがネマトーダを脱出する際、蘇生セクションが被害を受けて、胚芽に損傷ができた影響で、肉体の急激な老化が止まらず、激しく老化してしまっている。黒いゼオライマーを建造し、超次元システムを利用してマサキのゼオライマーと統合することで、自分もマサキと統合して若い肉体を取り戻そうと目論んだが、マサキが初めてゼオライマーに搭乗した際、識別プログラムが再フォーマットされ、マサキをパイロットとして登録していたために失敗。死なば諸共と次元ジョイントの自爆スイッチを入れようとするが、ゴルシードに妨害され、射殺される。
ミク
ネマトーダ総統に成り代わっていた若槻魔沙樹のパートナーを務める、人造生体の少女。容姿こそ氷室美久に瓜二つだが、所詮はダミーに過ぎず、彼女のような人間らしい感情は一切備わっていない。胎内にオリジナルの次元ジョイントを装着することで黒いゼオライマーの超次元システムの稼動が可能となる他、身体そのものには人間の男性との性行為が可能な機能も備えており、日頃は魔沙樹の性の捌け口として用いられている。
身体は黒いゼオライマーがゼオライマーと融合する際に原子レベルに分解され、オリジナルの次元ジョイントは美久の胎内へ渡った。
オリジナル次元ジョイント
ミクの体内に入っていた超次元システムの要となる球体のパーツ。氷室博士が作って美久の胎内に入れていた代用品と違い、こちらは正真正銘、半永久的に動き続けるオリジナル。マサキは氷室博士の死後、博士の研究室で魔沙樹の記憶をもとに、何度か本物の次元ジョイントを作ろうとしたが、完成間近ですぐに失敗してしまった。これはオリジナルの次元ジョイントは、性質上、この世に1つしか存在できないためである。

## 鉄神
本作のロボットは「鉄神（てつじん）」と呼ばれ、サイズの大きい順にG～Aクラスの等級が付けられている。最大であるGクラスの鉄神は全長60m以上であり、Fクラス以下と区別して「重鉄神」と呼称される。Gクラスは作者曰く「現実世界における核兵器に相当」し、本編中ではかつて第二次世界大戦に当たる鉄神を主体とした戦争があり、敗戦国となった日本はGクラスロボを保有していない旨が語られている。なお、本編に登場した鉄神は全てGクラスであり、公式にFクラス以下の機体が登場したのは、続編の『冥王計画ゼオライマーΩ』が初である。
ゼオライマー
ネマトーダの誇る純白のGクラス重鉄神で、全高77m、パイロットはマサキ/魔沙樹。機体そのものの構造自体は14年前の製造物である為旧式かつ特筆する部分が無い（作中台詞及び文字設定に記述有り）が、美久の胎内に挿入された次元ジョイントを介して、異次元から無限のエネルギーを取り出す超次元システムにより、他のGクラスロボを圧倒する出力・能力（空間跳躍・全方位バリアー・パイロットを含む破損箇所の再生、システムを「反転」させることによるエネルギーの吸収など）を活かした、超絶的攻撃力と鉄壁の防御・再生能力を併せ持つ、最強無敵の重鉄神。前述の通り空間跳躍が可能だが、戦闘機動時は各部に装備されているスラスターを使用。美久が未搭乗、もしくは次元ジョイントが機能していなくても稼動できるが、頭部の光球が格納され、並みのGクラスロボ以下の性能しか発揮できない。
武装は手甲部光球から放つエネルギー波「Dブラスト」（大抵の場合喰らうと特徴的な直方体の砕片に分解される）。このエネルギー波は、構えずに光球を光らせるだけでも相当な破壊力を持っており、作中では右腕に近付いたデスパイザーの右手を粉砕。バーストンとの対戦時にはOVA版の「メイオウ攻撃」の基となった、掲げた両腕の手甲部分の光球を重ねてエネルギー波を細く集束させて放ち機体を縦真っ二つに切断する使用法があり、その攻撃範囲や破壊力は臨機応変な調整が可能な模様。胸部光球にも同様のエネルギー波を発射する機能がある。ただし、その戦闘能力のほぼ全てを超次元システムに依存する仕様のため、同システム抜きでは徒手格闘以外の攻撃方法を持たず戦闘能力が激減するという、致命的な弱点を持っている。
デスパイザー
ゼオライマーを奪還すべく、最初に派遣されたGクラス鉄神。訳の分からないままゼオライマーに乗せられたマサキは本機に苦戦するが、魔沙樹の人格発現により形勢は逆転。その結果、本機は搭載していた爆撃用ミサイルも使うことなく、ゼオライマーのDブラストによってパイロットごと粉砕された。この敗北を受けて、将軍ゴルシードは新鋭3機（ランスター、ドノーグ、バーストン）をマサキと美久の通う学校付近に出撃させる。
ランスター
新鋭Gクラス鉄神の1機。全身の至る所に装備された加速バーニアを使っての、高速移動・高速攻撃に特化された機体。ドノーグやバーストンと共に出撃し、学校屋上に居たマサキと美久を拉致しようと胸部からトラクタービームを発射するが、美久の次元ジョイントに呼ばれて空間跳躍してきたゼオライマーに阻まれる。結局、覚醒したゼオライマーには敵わず、腕を握り潰されて動きを止められ、コクピットを踏み潰された。
ドノーグ
新鋭Gクラス鉄神の1機。優れた出力と装甲を活かした格闘戦に特化された機体。ランスターやバーストンと共にパイロットが戦い辛いであろう市街地での戦闘を仕掛けるが、ゼオライマーは民家を踏み潰すことを躊躇わなかった。ゼオライマーに両腕を引き千切られてコクピットを握り潰されかけたところへバーストンのミサイル全弾発射を受け、跡形もなく消滅した。
バーストン
新鋭Gクラス鉄神の1機。太い全身に多連装ミサイルを満載しており、爆撃戦に特化された重厚な機体で「花火屋」とも呼ばれる。ゴルシードの命令でゼオライマーを対戦中のドノーグごと全弾発射でやむなく攻撃するが、街1つが消滅するほどの爆撃にも無傷だったゼオライマーには敵わず、エネルギー波で後方のビルごと真っ二つに切断される。
ローズ・セラヴィー
ネマトーダの総力を結集して設計された最新鋭Gクラス鉄神。手甲部には据え付け型の2対のビーム剣「エネルギーセイバー」、胸部には高出力のビーム砲「Jガイザー」を搭載している。どちらの武器もエネルギー消費が激しいため、上空の雲に隠れ待機している3機の衛星子機「エネルギーチャージャー」（所謂プロペラントタンクの役割をし、落雷によってエネルギーを供給する。完全版にてデザインが変更されている）との連携によりカバーする。操縦するには肉体的にも精神的にも強靭さが求められる。
度重なる作戦失敗の責を問われ追い詰められたゴルシードが、生体強化システムを廃人化の危険のあるレベル5で使用して搭乗した。ゼオライマーの腕や頭部を破壊するが、すぐ再生されてしまい効果がなく逆にDブラストや格闘で両腕を失い、最大出力の「Jガイザー・マキシマム」もバリアーに阻まれ、過負荷で機能停止してしまう。しかしゼオライマーも、次元ジョイントが機能停止して美久の身体から脱落したため、本機に止めを刺すことができなかった。大破した本機は機密保持の必要性から、エネルギーチャージャー2号機と3号機（1号機のみパイロットを要する有人型）を落とされ、爆破処分された。
黒いゼオライマー
ネマトーダ総統の命令で建造されていた、白い外装のゼオライマーに酷似した漆黒のGクラス鉄神。外見･内部フレーム構造だけでなく、性能もゼオライマーと同等であり、オリジナルの次元ジョイントによる超次元システムを備える。ジョイントを装着しているのは人造生命のミク。
異次元空間に隠された超次元システムの本体である連結部分から、白いゼオライマー同様、無限のエネルギーを供給している。別々に建造されたものでも、連結部分の繋がってる本体は一つであるため、この2体は元来一つであるべきものである。一次的接触を行えば、融合を始め、一つの機体に結合される。
白いゼオライマーと完全結合し、左右白黒のゼオライマーとなる。だが、ネマトーダ総統に化けていた魔沙樹を拒絶しマサキによって再起動した際に再び純白の機体となった。その有様を見ていたゴルシード曰く「ゼオライマーには“白”が似合う」とのこと。

## 書誌情報
初出
- レモンピープル（あまとりあ社）1983年10月号 - 1984年11月号
- comic新現実（角川書店）vol.1
- 月刊COMICリュウ（徳間書店）2007年6月号 - 2007年8月号

久保書店刊
- 冥王計画ゼオライマー
  - WORLD COMICSより1986年3月発行 ISBN 4-76-590224-2

徳間書店刊
- 冥王計画ゼオライマー 完全版
  - RYU COMICS SPECIALより2008年1月1日発行 ISBN 978-4-19-950063-3

- 冥王計画ゼオライマー 新装版
  - RYU COMICSより2015年4月1日発行 ISBN 978-4-19-950444-0
  - 徳間書店刊については、一般向けで出版するために性的なシーンで性器等が修正されている。

## 幻のサンライズ版
単行本『冥王計画ゼオライマー 完全版』の巻末において明かされた、アニメ会社サンライズが1999年に企画したアニメ版。ロボットデザインは原作者ちみもりを本人によるもので、主役ロボットはゼオライマーそのものだった。企画は通らず、デザインの権利は作者に帰属している。『冥王計画ゼオライマーΩ（オメガ）』は、このサンライズ版をベースに製作されている。
FクラスやGクラスといった原作におけるロボットのクラス分けが存在し、通常時の主役機（ゼオライマー）は『勇者ライディーン』などのような人の顔を持ったFクラスの機体で、覚醒して本性を現すと原作風の頭部に変形後、機体の各部が展開・伸長してGクラスの大きさに変化し、内部が剥き出しになった部分は更に異次元から増加装甲を取り出して装着する、というものだった。